# NGC 445

NGC 445

إن جي سي 445 (بالإنجليزية: NGC 445)‏ التي يرمز لها بالرمز NGC 445، هي مجرة، في كوكبة قيطس.

## الاكتشاف
اكتشفت في 23 أكتوبر 1864، بواسطة ألبرت مارث.